# 出会って4光年で合体
『出会って4光年で合体』（であって4こうねんでがったい）は、太ったおばさんによる成人向け漫画作品。2023年6月17日にDLsiteとFANZAにて配信された。
実験的な作風であり、全382ページ中濡れ場は60-70ページほどで全体的にページが文字で埋め尽くされている他、J・D・サリンジャー、グレッグ・イーガン、トマス・ピンチョンからの影響を指摘されている。伝奇、怪談、民俗学、ハードSFなどの要素が含まれている。
広島県安芸郡から船で行ける、瀬戸内海に浮かぶ架空の島「大久絵島」を舞台としている。

## 背景
作者の太ったおばさんは、元々カクヨムでオンライン小説を投稿していた。その中の一作『メンデルスな敷地で』などは、一定の支持を得ていた。『出会って4光年で合体』は、2023年6月17日にDLsiteとFANZAで初公開され、Twitterを中心に話題となった。

## あらすじ
昔、ある四国地方で絶世の美女の姿をした化け狐が村の男たちの精気を抜いていた。事態を重く見た村の女たちから相談を受けた弘法大師は化け狐を退治した。彼は、化け狐に鉄の橋が架かるまでこの地に足を踏み入れないよう告げ、本州に追放した。
愛知県名古屋市に住む少年である橘 はやと（たちばな はやと）は、醜男であり、勉強も運動も苦手だった。彼は自慰に耽るのと野良犬に餌をやるのが日課だった。彼は、身元不明の女性から女子トイレで産まれ、その場に居合わせていた盗撮犯の男に拾われた。その後、中流家庭に引き取られたはやとは、女子生徒から理不尽な扱いを受けた。彼は広島県にあり瀬戸内海に浮かぶ人口700人程度の大久絵島に転校し、同級生の長曾我部 真男（ちょうそかべ まお）と知り合った。彼らは友人同士となった。
かつて四国には化け狐がおり、その化け狐は本州に追放された後泳いで戻ろうと試みて失敗し、この大久絵島に流れ着いたという。その狐は浜に打ち上げられていた所を島民に看病され、命を繋いだが、圧倒的な美女であり淫乱でもあった狐は辻斬りのように島の男たちをレイプし、秩序を崩壊させた。そのため、島民と狐の間で狐一族に子が産まれる度に一人生贄を捧げる条件で無暗に人里に出てこないという合意が結ばれた。狐は世代を経ることに妖しい美しさを増していったため、狐の美貌を薄めるために、生贄には島一番の醜男が選ばれた。狐は人間の美醜の判断が付かないため、醜いとは夢にも思わず生贄を愛でた。時代を経て、今は狐に生贄を捧げる風習はなくなり、狐も人里に出てこなくなったが、今でも「くえん」と呼ばれ存在するものとしては扱われている。くえんの席は学校にも用意されているが、登校してくることはなかった。
島の外には、世界に名だたるIT企業群とコングロマリットを総称した集団「カセドラル」があった。そのようなものもあり、長曾我部真男はいつか島の外に出ることを目指していた。
ある日、くえんのために用意されたプリントがいつものように捨てられているのを見たはやとは、そのプリントをくえんに届けようと思いつく。島を散歩しながらくえんの家と目した民家に行くと、そこには高齢男性がおり、ここにはいないと告げられた。老人からは鳥居をくぐった先の山奥にいると教えられ、はやとは恐れながらもそこへ向かうことにした。険しい道のりを乗り越え、着いた所に鳥居があり、その先に人家があった。そこでは麦わら帽子に白いワンピースを着た少女が一人で庭仕事をしていた。それがくえんだと分かるものの、はやとは彼女に頬を触れられただけで絶頂し、気を失ってしまう。自室で目が覚めたはやとは、その出来事が夢だったのではないかと思いつつ、真男の祖父である光繁に相談した。彼によると、くえんは姿が見えなくなる「天狗の隠れ蓑」を使うため、「くえんはどこにでもいる」という。
初夏、大型台風が島に迫っているという報道がされ、心配になったはやとは、大雨の中悪路を走ってくえんのもとに向かう。くえんははやとの来訪に驚くが、親切に迎え、共に食事したり寝るなどして仲を深めた。はやとはくえんに、山を下りて安全な下で暮らさないかと持ち掛けるが、それは結婚を意味するため、二人は結婚する意志を確認し合う。夫婦として人里で暮らすためには天狗の隠れ蓑が必要なため、それを手に入れるために岩場にある賽銭箱を訪れる。賽銭箱の前で「隣の人が好きです。だから、隣の人がちゃんと幸せになれますように」と願うと、指輪の形をした「天狗の隠れ蓑」を手にすることが出来た。帰宅した二人は、口淫をして欲求を満たす。くえんは、すぐには山を下りられないと告げ、いずれは下りると約束し、はやとを人里に帰す。
人里に帰ったはやとは真男とゲームするなどして日々を過ごす。夏祭りの日、花火が終わって出店も片づけ始めた頃、はやととくえんは再会する。くえんは天狗の隠れ蓑を付けていたため、はやと以外の人間には見えなかった。二人ははやとの家で仲睦まじく暮らし、性的接触もしたが、避妊具が手に入らなかったため挿入はしなかった。そのような生活が3か月間続いた後、光繁が亡くなり、くえんも消えた。はやとはくえんが消えたことだけでなく、くえんと共に過ごしたということも分からなくなり、漠然と「誰かがいない」という孤独な自分に気づいた。真男に勧められるままに、くえんの記憶を辿ろうとし、ありのままに文書化したが支離滅裂な内容となった。真男はその文書を受け取り、カセドラル系の奨学金を手にして海外に留学した。
16年後、橘はやとは31歳となっていた。彼は独身の童貞で、非正規のライン工で働いていた。ある日、タヌキを目にした瞬間、何か柔らかい、知っているはずのない少女の感触を感じた。激烈に勃起し、何かを思い出しそうになっている気配を感じてキーボードで文章を書き続けた。それから2年後、台風の時に外を走り回る習性があるはやとは、流されている犬を見つけ、飛び込んで救助しようとした。はやとが書いた文書はネット上で「くえん文書群」と呼称され。人々の関心を集めた。
はやとは形而上の流れの中にいた。電車のような空間にたどり着き、そこで「歴史上一番大暴れしたくえん」の姿をした何者かに出会った。彼女は、地球が数十億年前にある知的生命を通過しようとしたことを告げ、その生命は宇宙空間で共に旅をする仲間を探しており、育ったころを見計らって仲間にしていることを話した。そして、その仲間を効率的に得るために、物語られる存在である「くえん」を作り出したことを告白した。はやとのくえんは、旅立つことが決まっており、はやとも一緒に連れていくことを一度は断ったが、土壇場で「寿命を全うできなくて他に愛する人もいなければ」連れてくるよう依頼していた。はやとは宇宙空間に浮かぶ家に連れてこられ、くえんと再会した。そこは4光年離れているが、新たな人間が増えることで安全に地球に帰ることができると告げられた。その意味する所を理解した二人は、そこで初めて男女の関係となった。

## 登場人物
橘 はやと（たちばな はやと）
主人公。
くえん
ヒロイン。
長曾我部 真男（ちょうそかべ まお）
大久絵島に住む少年で、はやとの友人。
長曾我部 光繁（ちょうそかべ みつしげ）
真男の祖父。

## 反応
本作はスマッシュヒットとなり、DLsiteでは約1万ダウンロードされた。批評家とユーザーからは高い評価を受け、BugBugはレイアウトや演出などに斬新な魅力があると指摘した。新野安は商業ではなくDL同人シーンだからこそ出てくることが出来た作品と述べ、セカイ系やアダルトゲームとの共通点を挙げ「現代美少女エロ文化史」を総括していると評した。
『S-Fマガジン』の柿崎憲は、ふきだしを基本的に使わず、通常モノローグやナレーションを表現するのに使用される長方形の枠が多用されている本作の技法について、小説に近いと指摘した。また、作品の一部で見られる、一切の文字を廃して絵だけで幻想的な風景を描き切る演出を称賛した。
本作は『このマンガがすごい! 2024』に掲載され、『フリースタイル』では「このマンガを読め!」の24位にランクインした。「DLsiteアワード 2023」ではユーザー推薦賞を受賞した。